# Баена
Баена (ісп. Baena) — муніципалітет в Іспанії, у складі автономної спільноти Андалусія, у провінції Кордова. Населення — 20 862 особи (2010).
Муніципалітет розташований на відстані близько 320 км на південь від Мадрида, 50 км на південний схід від Кордови.
На території муніципалітету розташовані такі населені пункти: (дані про населення за 2010 рік)
- Аладід: 13 осіб
- Альбендін: 1408 осіб
- Баена: 18873 особи
- Фуентідуенья: 11 осіб
- Маносальва: 70 осіб
- Паломарехо: 238 осіб
- Ла-Сьєрра: 249 осіб

## Демографія
Динаміка населення (INE ):